# Jennie Garth
Jennifer Eve Garth (* 3. duben 1972, Urbana, Illinois, USA) je americká filmová herečka a režisérka. Nejvíce se proslavila rolemi v seriálech Beverly Hills 90210 a Co mám na tobě ráda (2002-06).

## Počátky
Narodila se v americké Urbaně do rodiny Johna a Carolyn Garthových. Dohromady má 6 nevlastních sourozenců a všichni společně vyrůstali na ranči v Arcole. Poté, co se její rodina přestěhovala do Glendale v Arizoně, se začala věnovat tanci a modelingu. Tam si jí také všiml lovec hereckých talentů Randy James. Studovala na školách jako Greenway High School a Apollo High School. Poté se nechala Jamesem zlákat na hereckou kariéru a odstěhovala se do Los Angeles.

## Herecká kariéra
Před kamerou se objevila poprvé v roce 1989 a to konkrétně v seriálu Growing Pains. Vidět jsme jí poté mohli spíše v seriálových rolích. Mezi lety 1989 a 1990 účinkovala v seriálu A Brand New Life. V roce 1990 získala životní roli Kelly Taylor v seriálu Beverly Hills 90210, kde vydržela dalších 10 let. Spatřit jsme jí také mohli v seriálech jako The $treet, Co mám na tobě ráda či ve volném pokračování původního hitu s názvem 90210: Nová generace.
Zahrála si také v několika celovečerních filmech. Spatřit jsme jí mohli ve snímcích jako Síla 98 nebo Bratři ve zbrani.
Sama si také vyzkoušela režírování, když se ujala jedné z dílů seriálu Beverly Hills 90210. Objevila se také v americké verzi zábavné show Dancing with the Stars.
V roce 2014 si s Tori Spelling zahrála v seriálu Mystery Girls, který byl po první řadě zrušen. V roce 2014 měl premiéru její vlastní reality-show The Jennie Garth Project, v deseti dílech divákům představila rekonstrukci svého domova v Hollywoodu v Kalifornii.

## Ocenění
- 1992, Young Artist Award za seriál Beverly Hills 90210
- 2005, Camie Award za televizní film Secret Santa
- 2008, Prism Award za televizní film Girl, Positive

## Osobní život
V roce 1994 se provdala za Daniela Clarka, manželství však vydrželo pouhé dva roky. V roce 1996 se při natáčení TV filmu An Unfinished Affair poznala s hercem Peterem Facinellim, kterého si po pětiletém vztahu vzala. Z jejich vztahu a později manželství vzešly dcery Luca Bella (* 30. červen 1997), Lola Ray (* 6. prosinec 2002) a Fiona Eve (* 30. září 2006). Jejich manželství se rozpadlo na konci března 2012. Dvojice se rozvedla v červnu 2013.
Na podzim roku 2014 začala chodit s hercem Davidem Abramsem. Pár se zasnoubil v dubnu roku 2015 a vzali se 11. července 2015. Dvojice se rozešla v roce 2017. V dubnu 2018 si zažádali o rozvod.

## Filmografie

### Film
| Rok  | Název            | Role                  | Poznámky |
| ---- | ---------------- | --------------------- | -------- |
| 1996 | Síla 98          | Sharon Penn           |          |
| 1997 | Bratři ve zbrani | Mary Fagan Bailey     |          |
| 1998 | Kariéristi       | Amber (nekreditovaná) |          |

### Televize
| Rok        | Název                                          | Role                     | Poznámky                                  |
| ---------- | ---------------------------------------------- | ------------------------ | ----------------------------------------- |
| 1989       | Growing Pains                                  | Denise                   | díl: „Ben and Mike's Excellent Adventure“ |
| 1989–90    | Brand New Life                                 | Ericka McCray            | 6 dílů                                    |
| 1990       | Teen Angel Returns                             | Karrie Donato            | Series                                    |
| 1990       | Just Perfect                                   |                          | TV film                                   |
| 1990– 2000 | Beverly Hills 90210                            | Kelly Taylor             | hlavní role 292 dílů                      |
| 1992       | Melrose Place                                  | Kelly Taylor             | 3 díly                                    |
| 1993       | Danielle Steel: Hvězda                         | Crystal Wyatt            | TV film                                   |
| 1994       | Lies of the Heart: The Story of Laurie Kellogg | Laurie Kellogg           | TV film                                   |
| 1994       | Zrazené děti                                   | Laura Mills              | TV film                                   |
| 1995       | Amnézie                                        | Meg Crane                | TV film                                   |
| 1995       | The Larry Sanders Show                         | Jennie Garth             | díl: „Larry's Sitcom“                     |
| 1995       | Biker Mice from Mars                           | Angel Revson (hlas)      | díl: „Hit the Road, Jack“                 |
| 1996       | An Unfinished Affair                           | Sheila Hart              | TV film                                   |
| 1996       | Konec ráje                                     | Chelnicia 'Chel' Bowen   | TV film                                   |
| 2000–01    | The $treet                                     | Gillian Sherman          | 8 dílů                                    |
| 2001       | Watching the Detectives                        | Celeste                  | TV film                                   |
| 2002–06    | Co mám na tobě ráda                            | Valerie Tyler            | hlavní role, 86 dílů                      |
| 2003       | Poslední šance                                 | Jacqueline 'Jake' Cooper | TV film                                   |
| 2003       | Secret Santa                                   | Rebecca Chandler         | TV film                                   |
| 2005       | Stewie Griffin: The Untold Story               | Kelly Taylor (hlas)      | Video                                     |
| 2006       | Americký táta                                  | Trudy (hlas)             | díl: „Roger n' Me“                        |
| 2007       | Sex zabíjí                                     | Sarah Bennett            | TV film                                   |
| 2008–10    | 90210: Nová generace                           | Kelly Taylor             | 20 dílů                                   |
| 2011       | Accidentally in Love                           | Annie Benchley           | TV film                                   |
| 2011       | A Christmas Wedding Tail                       | Susan                    | TV film                                   |
| 2012       | Village People                                 | Alexa                    | TV film                                   |
| 2012       | Jennie Garth: A Little Bit Country             | Herself                  | Reality-show                              |
| 2012       | The Eleventh Victim                            | Hailey Dean              | TV film                                   |
| 2013       | Zpátky do školy                                | Ensign                   | díl: „Conventions of Space and Time“      |
| 2013       | Zase doma                                      | Melody                   | TV film                                   |
| 2014       | Mystery Girls                                  | Charlie Contour          | Hlavní role, 10 dílů                      |
| 2014       | The Jennie Garth Project                       | Samu sebe                | Reality-show                              |
| 2016       | A Time to Dance                                | Abby Reynolds            | TV film                                   |
| 2017       | RuPaul's Drag Race                             | Samu sebe/Porotce        | Reality-show, 9. řada                     |
| 2018       | The Mick                                       | Samu sebe                | díl: „The Climb“                          |
| 2019       | BH90210                                        | Samu sebe / Kelly Taylor | hlavní role, také producentka             |
| 2019       | MasterChef                                     | Samu sebe / soutěžící    | díl: „Celebrity Family Showdown: Part 2“  |
| 2019       | April's Flowers                                | Kathy Meyer              | TV film                                   |